# Glamorgan County Cricket Club
Le Glamorgan County Cricket Club est un club de cricket gallois qui représente le comté traditionnel du Glamorgan. C'est l'une des dix-huit équipes qui participent aux principales compétitions anglo-galloises et la seule qui est galloise, les dix-sept autres étant anglaises. Elle porte le nom Glamorgan Dragons pour les compétitions de limited overs cricket. Fondé en 1888, le club participe pour la première fois au County Championship en 1921. Il a remporté la compétition trois fois depuis.

## Palmarès
- County Championship (3) : 1948, 1969, 1997

## Joueurs célèbres
- Sourav Ganguly
- Viv Richards